# Journey (Band)
Journey ist eine US-amerikanische Rockband, die in ihrer 50-jährigen Karriere über 75 Millionen Tonträger verkauft hat.

## Bandgeschichte

### Erste Phase (1973–1987)
Die Band wurde im Jahre 1973 in San Francisco von den beiden ehemaligen Santana-Mitgliedern Neal Schon und Gregg Rolie gegründet. Vervollständigt wurde die Formation durch Ross Valory, Prairie Prince und George Tickner.
Prince verließ die Band allerdings schon vor der Fertigstellung der ersten LP und wurde durch Aynsley Dunbar ersetzt. Nach Veröffentlichung des Debütalbums Journey im Jahr 1975 verließ auch Tickner die Gruppe. Neal Schon übernahm nun allein die Gitarrenarbeit. Das erste Album und auch die beiden nächsten Veröffentlichungen Look into the Future (1976) und Next (1977) zeichneten sich durch lange Instrumentalpassagen und einen leicht progressiven Touch aus, durchsetzt mit dezenten Verweisen auf den früheren Arbeitgeber Santana. Allerdings blieb der Formation der kommerzielle Erfolg verwehrt und man fasste den Entschluss, sich künftig zugänglicher zu präsentieren. Zu diesem Zweck wurde zunächst der Sänger Robert Fleischman verpflichtet, der sich den Gesang mit Rolie teilen sollte. Die Zusammenarbeit brachte allerdings nicht den erhofften Erfolg und nach der Trennung von Fleischman wurde der junge Sänger Steve Perry verpflichtet. Sein Mitwirken machte sich beim nächsten Album Infinity (1978) deutlich bemerkbar. Die Band präsentierte sich songorientierter und konnte mit der Single-Auskopplung  Wheel in the Sky einen ersten Hit verbuchen. Perrys exzellenter Gesang machte sich besonders bei den Balladen-orientierten Teilen des Albums bemerkbar und sollte sich in den folgenden Jahren zu einem der Markenzeichen der Band entwickeln. Dunbar verließ Journey nach diesem Album und wurde durch Steve Smith ersetzt.
Die beiden nachfolgenden Alben Evolution (1979) und Departure (1980) bewegten sich stilistisch auf ähnlichem Terrain und bescherten der Band einige Hits, wie Lovin’ Touchin’ Squeezin’ oder Any Way You Want It. Das Livealbum Captured (1981) beendete die Ära von Gregg Rolie, der sich seiner Solo-Karriere widmete. Als neues Mitglied stieß Jonathan Cain (Keyboards) zur Gruppe, der vorher für The Babys aktiv war. Mit dieser Umbesetzung ging abermals eine stilistische Neuorientierung einher. Die rockigen Elemente traten in den Hintergrund und machen Platz für balladenhafte Momente, die vor allem in den Kompositionen von Perry und Cain zum Tragen kamen. Den restlichen Bandmitgliedern war diese Umstellung zunächst suspekt, doch als sich diese Neuausrichtung als erfolgreich erwies, lenkten sie ein.
Das 1981 veröffentlichte Album Escape erreichte die Spitze der Billboard 200 und wurde das bis heute erfolgreichste Werk der Band. Es enthält zahlreiche Top-Ten-Hits, wie Don’t Stop Believin’, Who’s Crying Now oder Open Arms.
Journey gingen erfolgreich auf Tourneen und veröffentlichten 1983 das Album Frontiers, das sich erfolgreich in den Charts platzierte. Separate Ways und Faithfully wurden zu Single-Hits. Nach einer aufwändigen Tournee gönnte sich die Band eine Pause. Während der Aufnahmen zum Album Raised on Radio (1986) mussten Valory und Smith die Band auf Wunsch von Perry verlassen, der mehr und mehr die Geschicke der Band bestimmte. Ihre Arbeit im Studio und auf der nachfolgenden Tournee wurde von Studiomusikern übernommen. Nach dem Ende der Tournee kam es schließlich zum Bruch und die Band löste sich auf. Cain und Schon gründeten gemeinsam Bad English, während sich Perry einer Solokarriere widmete.
1983 waren sie Namensgeber und auch Comicfiguren des Arcade-Spiels Journey von Bally Midway.

### Wiedervereinigung & Steve Augeri-Phase (1996–2007)

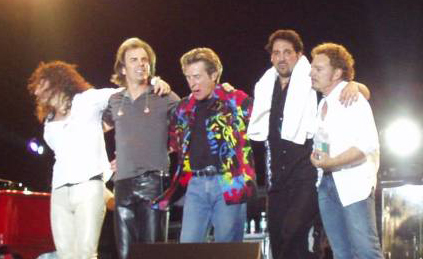
Journey, 2002

1996 kam es zu einer Wiedervereinigung in der klassischen Besetzung Perry, Schon, Cain, Valory und Smith und dem Album Trial by Fire. Die Band konnte in der veränderten Musiklandschaft nicht ganz an alte Erfolge anknüpfen, schaffte aber den Sprung in die Top Ten der Billboard Hot 100 und konnte mit When You Love a Woman einen Single-Hit verbuchen. Das Album sollte mit einer Tournee beworben werden, doch Perry verletzte sich kurz vor Beginn der Tournee und war für Monate außer Gefecht gesetzt. Die restlichen Mitglieder waren mit der Situation unzufrieden und beschlossen, ohne Perry weiterzumachen, um weiterhin auf Tournee gehen zu können. Für Perry wurde der Sänger Steve Augeri verpflichtet, der sich bereits bei Tall Stories und Tyketto einen Namen gemacht hatte und gesanglich an Perry erinnerte. Der freiwillig scheidende Schlagzeuger Smith wurde durch Deen Castronovo ersetzt, der bereits mit Cain und Schon bei Bad English musizierte. Ein erstes Lebenszeichen sendete die Band mit einem Beitrag zum Soundtrack des Films Armageddon.
2001 folgte mit Arrival das erste vollständige Album unter Mitwirkung von Augeri. Erstmals in der Geschichte griff Journey auf die Hilfe von außenstehenden Songwritern zurück, dennoch gelang es der Band nicht, an frühere Erfolge heranzureichen. Enttäuscht über die mangelnde Promotion für das Album trennte sich die Band von ihrer Plattenfirma Sony Music, mit der sie über 25 Jahre zusammengearbeitet hatte. Mit Red 13 (2002) veröffentlichte die Band erstmals in Eigenregie und präsentierte fünf neue Songs, die sich nicht sonderlich vom Arrival-Material unterschieden, doch etwas rauer produziert waren.
Journey spielten danach noch regelmäßig Konzerte in den USA, gönnten sich aber wieder eine Veröffentlichungspause. Schon plante in dieser Zeit ein weiteres Projekt mit Sammy Hagar, das unter dem Namen Planet Us firmieren sollte. Sein alter Weggefährte Deen Castronovo war für den Schlagzeugerposten vorgesehen, während der von Van Halen bekannte Michael Anthony als Bassist vorgesehen war. Das Projekt traf sich zu einer kurzen Aufnahmesession, doch Hagar und Anthony mussten kurz darauf von weiteren Aktivitäten absehen, da sie sich für eine Tournee mit Van Halen verpflichtet hatten. Mit dem Sänger Jeff Scott Soto (Talisman) und dem Bassisten Marco Mendoza (Whitesnake, Thin Lizzy) fand Schon Ersatz. Das Projekt firmierte nun unter dem Namen Soul Sirkus und nahm 2004 in Eigenregie sein erstes Album mit dem Titel World Play auf. Castronovo hatte in dieser Phase mit Alkoholproblemen zu kämpfen und wurde durch den Studiomusiker Virgil Donati am Schlagzeug ersetzt. Vor der Veröffentlichung des Albums in Europa und Japan wurden alle Schlagzeugspuren von ihm neu eingespielt. Soul Sirkus spielten einige Konzerte in den USA und Europa. In der Zwischenzeit arbeitete der Journey-Sänger Steve Augeri an Stücken für ein mögliches Soloalbum. Als er Neal Schon einige Ideen vorspielte, war dieser sofort begeistert und sah es als Impuls, ein neues Journey-Album einzuspielen. Die Band begab sich ins Studio und griff dabei erstmals wieder seit den erfolgreichen Escape/Frontiers-Tagen auf die Hilfe des Produzenten Kevin Elson zurück. Dieser half der Band mit dem Album Generations zurück zu alten Stärken zu finden, sowohl im Hinblick auf das Songmaterial als auch hinsichtlich der stilistischen Ausrichtung. Erstmals beteiligten sich auch alle fünf Bandmitglieder am Gesang, wobei der Großteil des Materials immer noch von Augeri intoniert wurde. Besonders der frisch kurierte Castronovo überzeugte mit ungeahntem Stimmvermögen und erinnerte mit seinen Phrasierungen stark an den ausgeschiedenen Steve Perry.
2006 traten Journey nach über 20 Jahren wieder in Europa auf. Sie spielten unter anderem erfolgreich auf Festivals wie in Lichtenvoorde (Niederlande) oder auf dem Sweden Rock. Als Sänger fungierte dabei Steve Augeri. Auf der anschließenden US-Tour mit Def Leppard sprang Jeff Scott Soto für den an den Stimmbändern erkrankten Augeri ein. Im Dezember wurde die endgültige Trennung von Augeri bekannt gegeben. Soto wurde zum festen Sänger der Band. Im Frühjahr 2007 kamen Journey wieder nach Europa. Die Tour führte sie nach Großbritannien, Deutschland, in die Niederlande, die Schweiz und nach Spanien.

### Neuer Erfolg mit Arnel Pineda (seit 2007)
Am 12. Juni 2007 gaben Journey die Trennung von Jeff Scott Soto bekannt. Ab November 2007 arbeitete die Band unter Mithilfe des Produzenten Kevin Shirley an neuen Songs. Für den Gesang war jetzt der philippinische Sänger Arnel Pineda verantwortlich, der im Dezember 2007 offiziell als neues Bandmitglied vorgestellt wurde und vom Gitarristen Neal Schon auf YouTube als Sänger einer Journey-Tribute-Band entdeckt wurde. Das erste Album mit Pineda als Sänger, Revelation, wurde im Juni 2008 veröffentlicht. Das zweite trägt den Titel Eclipse und ist seit Mai 2011 auf dem Markt. 2011 und 2013 kamen Journey im Rahmen einer Europa-Festival-Tour auch nach Deutschland, wo sie bei den zweitägigen „Rock the Nation“- bzw. „Hirock“-Festivals, u. a. auch jeweils auf der Loreley, als Headliner auftraten (z. B. mit Foreigner oder Whitesnake).
Im Rahmen des Taifun Haiyan sorgte der Sänger Arnel Pineda, der selbst aus Manila stammt, dafür, dass Journey gemeinsam mit ihrer Konzertagentur Live Nation Entertainment, der nahen Firma Creative Artists Agency (CAA) und ihrem Manager John Baruck mehr als 350.000 US-Dollar spendeten, um für Nahrung in der Krisenregion zu sorgen. Sie riefen auch ihre Fans auf, selbst bei der Agentur United Nations World Food Programme (WFP) zu spenden.
2014 gab es mehrere Gerüchte, dass Arnel Pineda die Band verlassen wollte und Steve Perry zur Band zurückkehren würde. Dies wurde jedoch von allen Seiten dementiert. Grund hierfür war eine Interview-Aussage Perrys, dass er versuche, mit Neal Schon Musik zu machen, dies aber schwierig sei. Jedoch sei dies nicht im Rahmen von Journey geschehen.
2015 wurde Deen Castronovo für mehrere Konzerte durch Omar Hakim ersetzt, da er wegen häuslicher Gewalt im Gefängnis saß. Auch Waffenbesitz und sexueller Missbrauch waren Anklagepunkte. Castronovo verkündete während der Tour, bereits von der Band gefeuert worden zu sein. Er entschuldigte sich für seine Taten und kündigte einen Drogenentzug an. Im Rahmen dessen gab die Band die Wiedervereinigung mit Steve Smith bekannt.
Im Dezember 2016 wurden Journey mit der Aufnahme in die Rock and Roll Hall of Fame geehrt. Die offizielle Veranstaltung hierzu war am 7. April 2017.
Im März 2020 gab die Band die Trennung von Steve Smith und Ross Valory in Verbindung mit einer Schadenersatzklage gegen beide Musiker bekannt.
Im Juli 2021 verkündete Neal Schon, dass Deen Castronovo zur Band zurückgekehrt sei und Journey künftig mit zwei Schlagzeugern auftreten werde.
An den Bass kehrte Randy Jackson zurück, er hatte bereits Mitte der 1980er mit der Band zusammengearbeitet. Ende 2021 stellte Journey Todd Jensen als neuen Bassisten vor. 2022 erschien Journeys 15. Studioalbum Freedom. Narada Walden produzierte es und half am Schlagzeug aus. Ende 2021 verließ er die Band, um sich wieder seiner Familie widmen zu können.
Das ehemalige Mitglied Perry reichte am 21. September 2022 eine Klage gegen Schon und Cain wegen der Registrierung von Songmarken ein, zog die Klage jedoch am 7. Januar 2023 zurück. Zwei Monate später reichte Schon eine Klage gegen Cain wegen eines Kreditkartenstreits ein.
Am 27. Oktober 2022 kündigten Journey ihr fünftes Live-Album Live in Concert at Lollapalooza an, das am 9. Dezember 2022 veröffentlicht wurde.
Im Dezember 2022 erhielt Cain von Schon eine Unterlassungsanordnung, nachdem er Don’t Stop Believin’ für Donald Trump gespielt hatte, mit der Begründung, dass Cain „kein Recht hat, Journey für politische Zwecke zu benutzen“. Von 2023 bis Anfang 2024 tourte die Band mit Toto. Am 7. Dezember 2023 wurde bekannt gegeben, dass Journey von Juli bis September 2024 erneut mit Def Leppard durch Nordamerika touren werden, wie sie es bereits 2006 und 2018 getan hatten. Im Juli 2024 eröffnete Cain einen weiteren Rechtsstreit gegen Schon, in dem dieser beschuldigt wurde, die Kreditkarten der Band missbraucht zu haben, was zur Absage einer Tournee in Großbritannien und Irland führte.

## Diskografie
Studioalben

| Jahr | Titel                | Höchstplatzierung, Gesamtwochen, AuszeichnungChartplatzierungen (Jahr, Titel, Platzierungen, Wochen, Auszeichnungen, Anmerkungen) | Höchstplatzierung, Gesamtwochen, AuszeichnungChartplatzierungen (Jahr, Titel, Platzierungen, Wochen, Auszeichnungen, Anmerkungen) | Höchstplatzierung, Gesamtwochen, AuszeichnungChartplatzierungen (Jahr, Titel, Platzierungen, Wochen, Auszeichnungen, Anmerkungen) | Höchstplatzierung, Gesamtwochen, AuszeichnungChartplatzierungen (Jahr, Titel, Platzierungen, Wochen, Auszeichnungen, Anmerkungen) | Höchstplatzierung, Gesamtwochen, AuszeichnungChartplatzierungen (Jahr, Titel, Platzierungen, Wochen, Auszeichnungen, Anmerkungen) | Anmerkungen                                                  |
| Jahr | Titel                | DE | AT | CH | UK | US | Anmerkungen                                                  |
| ---- | -------------------- | --- | --- | --- | --- | --- | ------------------------------------------------------------ |
| 1975 | Journey              | — | — | — | — | US138 (9 Wo.)US | Erstveröffentlichung: 1. April 1975                          |
| 1976 | Look into the Future | — | — | — | — | US100 (15 Wo.)US | Erstveröffentlichung: 1. Januar 1976                         |
| 1977 | Next                 | — | — | — | — | US85 (10 Wo.)US | Erstveröffentlichung: 28. Februar 1977                       |
| 1978 | Infinity             | — | — | — | — | US21 ×3Dreifachplatin · (123 Wo.)US                                                                                               | Erstveröffentlichung: 20. Januar 1978 Verkäufe: + 3.050.000  |
| 1979 | Evolution            | — | — | — | UK100 (1 Wo.)UK | US20 ×3Dreifachplatin · (96 Wo.)US                                                                                                | Erstveröffentlichung: 23. März 1979 Verkäufe: + 3.050.000    |
| 1980 | Departure            | — | — | — | — | US8 ×3Dreifachplatin · (57 Wo.)US                                                                                                 | Erstveröffentlichung: 29. Februar 1980 Verkäufe: + 3.000.000 |
| 1981 | Escape               | DE49 (4 Wo.)DE | — | — | UK32 (16 Wo.)UK | US1 Diamant · (152 Wo.)US | Erstveröffentlichung: 17. Juli 1981 Verkäufe: + 10.300.000   |
| 1983 | Frontiers            | DE30 (9 Wo.)DE | — | — | UK6 (7 Wo.)UK | US2 ×6Sechsfachplatin · (85 Wo.)US                                                                                                | Erstveröffentlichung: 1. Februar 1983 Verkäufe: + 6.100.000  |
| 1986 | Raised on Radio      | DE53 (9 Wo.)DE | — | CH26 (3 Wo.)CH | UK22 (5 Wo.)UK | US4 ×2Doppelplatin · (67 Wo.)US                                                                                                   | Erstveröffentlichung: 21. April 1986 Verkäufe: + 3.050.000   |
| 1996 | Trial by Fire        | DE62 (6 Wo.)DE | — | — | UK84 (1 Wo.)UK | US3 Platin · (27 Wo.)US | Erstveröffentlichung: 16. Oktober 1996 Verkäufe: + 1.150.000 |
| 2000 | Arrival              | DE75 (2 Wo.)DE | — | — | — | US56 (6 Wo.)US | Erstveröffentlichung: 25. Oktober 2000                       |
| 2005 | Generations          | DE70 (1 Wo.)DE | — | — | — | US170 (1 Wo.)US | Erstveröffentlichung: 24. August 2005                        |
| 2008 | Revelation           | DE35 (3 Wo.)DE | — | CH89 (2 Wo.)CH | UK68 (1 Wo.)UK | US5 Platin · (42 Wo.)US | Erstveröffentlichung: 3. Juni 2008                           |
| 2011 | Eclipse              | DE14 (3 Wo.)DE | AT56 (1 Wo.)AT | CH24 (3 Wo.)CH | UK33 (1 Wo.)UK | US13 (7 Wo.)US | Erstveröffentlichung: 24. Mai 2011                           |
| 2022 | Freedom              | DE7 (4 Wo.)DE | AT23 (1 Wo.)AT | CH2 (4 Wo.)CH | UK87 (1 Wo.)UK | US88 (1 Wo.)US | Erstveröffentlichung: 8. Juli 2022                           |

grau schraffiert: keine Chartdaten aus diesem Jahr verfügbar